# Suicide, mode d'emploi
Pour l'épisode de série télévisée, voir Saison 4 de New York, section criminelle#Épisode 20 : Suicide : mode d'emploi.
Suicide, mode d'emploi, sous-titré Histoire, technique, actualité, est un livre de Claude Guillon et Yves Le Bonniec paru en 1982 aux éditions Alain Moreau.
Ce livre relate l'histoire, les différentes techniques et l'actualité du suicide. Au dixième chapitre figurent des « recettes médicamenteuses » et des noms de médicaments mortels.
En France, la publication de ce livre est tombée sous le coup de la loi no 87-1133 du 31 décembre 1987 tendant à réprimer la provocation au suicide. Selon ses défenseurs, il lève le tabou sur le sujet du « droit à la mort » et son interdiction relève du délit d'opinion. Selon ses opposants, il peut constituer une incitation au suicide.

## Histoire
Publié en 1982, Suicide, mode d'emploi se vend à plus de 100 000 exemplaires, il est traduit en six langues, mais est interdit à la vente en France neuf ans après sa parution.
Les adversaires du livre bataillent treize années durant, engageant dix procédures judiciaires. En 1983, le Sénat adopte une proposition de loi réprimant la « provocation au suicide », laquelle est adoptée par l'Assemblée nationale en 1987. Cette loi prohibe non seulement la provocation au suicide, mais aussi la propagande ou la publicité pour tout produit, objet ou méthode présenté comme permettant de se donner la mort. Le livre est mentionné dans les débats à l'Assemblée comme exemple de ce que la loi vise à interdire.
En 2013, le livre est difficile à trouver en France (il est néanmoins disponible en téléchargement depuis le dark web et sur les sites de partage comme Z-Library). Claude Guillon a par ailleurs fait paraître, en 2004, un ouvrage dans lequel il revient sur cette période, intitulé Droit à la mort : Suicide, mode d'emploi, aux éditions Hors Commerce.
Sur la base de la loi réprimant la provocation au suicide, la cour d'appel de Paris condamne en 2001 Jean-Marie Colombani, directeur de la publication du journal Le Monde, au motif qu'un entrefilet de la revue Colors, supplément du journal le 6 décembre 1997, décrivait comment se procurer le livre Final Exit (en), décrivant des moyens de se suicider,.

## Procès en correctionnelle
En 1983, Michel Bonnal, un lecteur du livre qui souffrait de dépression nerveuse, écrit aux auteurs de Suicide mode d'emploi pour leur demander des conseils pour se suicider. Yves Le Bonniec, coauteur du livre, lui donne alors des conseils sur la façon de se suicider. À la suite de cela, Bonnal a effectivement mis fin à ses jours le 4 mars 1983 à Paris. La correspondance entre Bonnal et Le Bonniec établit clairement que ce dernier connaît le péril encouru par son correspondant et qu'il n'a pas cherché à le détourner de son idée de suicide.
L'Association de défense contre l'incitation au suicide (ADIS), créée en 1983 en réaction à la parution de Suicide, mode d'emploi, se constitue partie civile, mais sa plainte est jugée irrecevable. Les parents du défunt sont aussi déboutés, faute d'un lien prouvé entre la mort de Bonnal et la lettre de Le Bonniec. Les magistrats retiennent que Bonnal aurait pu se tuer quand même d'une autre façon et ne retiennent pas une responsabilité directe dans le suicide.
Yves Le Bonniec comparaît tout de même devant la XVIe chambre correctionnelle, présidée par Marie-Claude Duvernier. Il est condamné à 10 000 francs d'amende et déclaré coupable d'« abstention délictueuse de porter secours à personne en péril », décision confirmée par la cour d'appel de Paris et par la chambre criminelle de la Cour de cassation le 26 avril 1988,.
Le Bonniec est condamné une nouvelle fois pour la même qualification juridique d'« abstention délictueuse de porter secours à personne en péril » pour avoir répondu à un lecteur qui s'est suicidé par la suite. Cette lettre en revanche ne comporte aucun conseil précis sur une manière de se suicider, mais le fait réprimé par la cour est son absence d'action vis-à-vis du péril encouru par ce lecteur.

## Sommaire de l'ouvrage
Le sommaire de l'ouvrage (4e édition, 1984) est le suivant :
- I - Un fléau social
- II - Bavardage officiel et dissuasion privée
- III - Le massacre d'état
- IV - Le droit du suicide
- V - La répression du suicide secondé
- VI - La médecine à l'estomac
- VII - Une revendication révolutionnaire
- VIII - Les militants de la « mort douce »
- IX - Le suicide institué
- X - Éléments pour un guide du suicide
- Addendum au chapitre X
- Postface à la troisième édition
- Annexes

Les neuf premiers chapitres fournissent des considérations historiques, sociales, philosophiques et économiques sur le suicide ; le chapitre X (et son addendum) aborde concrètement l'aspect pratique. Quelques « éléments pour un guide du suicide » se retrouvent également en dehors du chapitre consacré ; ainsi en trouve-t-on en fin du chapitre IX.

## Publication
- Claude Guillon et Yves Le Bonniec, Suicide, mode d'emploi : Histoire, technique, actualité, Paris, Alain Moreau, 1982 (réimpr. 1987), 276 p. (ISBN 2-85209-000-7).